# Лаос на летних Олимпийских играх 2000
Лаос принимал участие в Летних Олимпийских играх 2000 года в Сиднее (Австралия) в пятый раз за свою историю, но не завоевал ни одной медали. Сборную страны представляла 1 женщина.